# Kumpulsari
Kumpulsari is een bestuurslaag in het regentschap Purworejo van de provincie Midden-Java, Indonesië. Kumpulsari telt 548 inwoners (volkstelling 2010).